# فرد ديغبي
فرد ديغبي (بالإنجليزية: Fred Digby)‏ هو صحفي رياضي أمريكي، ولد في 26 يناير 1893، وتوفي في 3 نوفمبر 1958.